# Gustav Selter

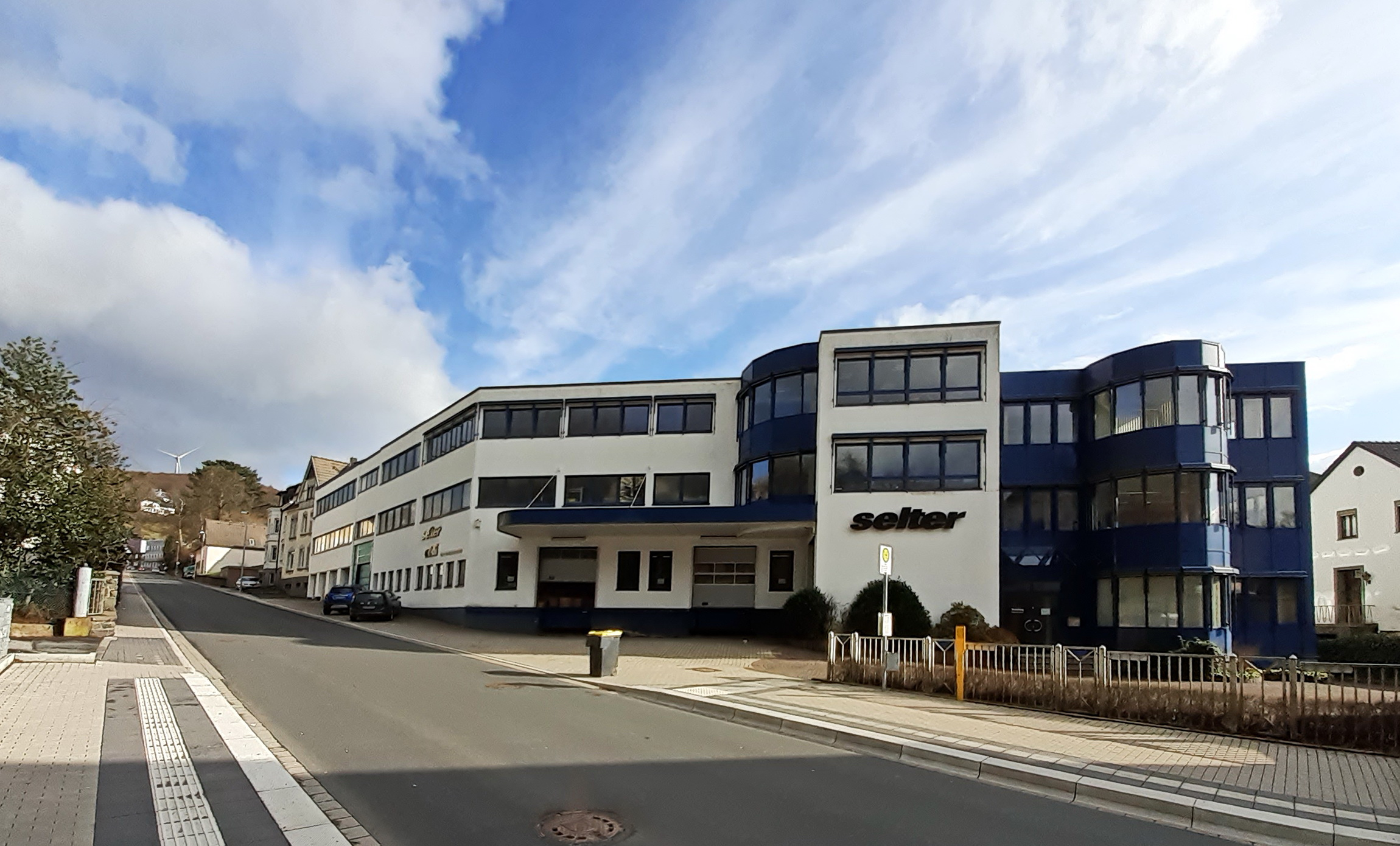
Verwaltungs- und Versandgebäude Hauptstraße 2–6

Gustav Selter ist der älteste Strick- und Häkelnadelhersteller in Deutschland. Sitz des Unternehmens ist Altena-Dahle im Märkischen Kreis.
Selter befindet sich in 6. Generation in Familienbesitz und wird seit 1994 als GmbH & Co. KG geführt. Es werden Strick- und Häkelnadeln im Vollsortiment unter dem Markennamen „addi“ gefertigt und in mehr als 50 Länder exportiert.

## Geschichte
Gegründet wurde das Unternehmen von Peter Heinrich Selter im Jahr 1829 unter der Firma Peter Heinrich Selter als Stahlhäkelnadelhersteller. Die Betriebsstätte befand sich anfangs im Keller des ehemaligen Hauses „Lindenblatt“ nahe dem Brunnenplatz im Zentrum von Altena. Um 1870 erfolgte die Verlegung des Betriebes zur Nettestraße 91 in das Industrietal der Nette, die Umfirmierung in Gustav Selter und die Fertigung von nun auch Spezialnadeln und die Vernickelung von Metallen. Am 12. Februar 1920 erfolgte die Eintragung in das Handelsregister des Amtsgerichts Altena. Auslandskontakte knüpfte das Unternehmen in der zweiten und dritten Generation.
Selter baute sich nach dem Zweiten Weltkrieg ab etwa 1950 durch die Produktion von Handwerkzeugen ein zweites Standbein auf. Die Produkte wurden in Folge zu technischen Werbemitteln entwickelt. 1955 erschien unter der Inhaberschaft von Gustav Adolf Selter der erste Unternehmenskatalog für das Strick- und Häkelsortiment, für diese Zeit eine Besonderheit. Es entstand der Markenname „addi“. Addi war der Spitzname von Gustav Adolf Selter. In der Nachkriegszeit war der Vorname Adolf unbeliebt, so dass seine Frau Hella Selter den Markennamen Addi wählte. In den 1960er-Jahren stieg das Unternehmen in die Kunststofffertigung ein. 1971 übernahm Thomas Selter im Alter von 23 Jahren das Unternehmen von seinem Vater. Das Geschäft lief zu dieser Zeit schlecht. 

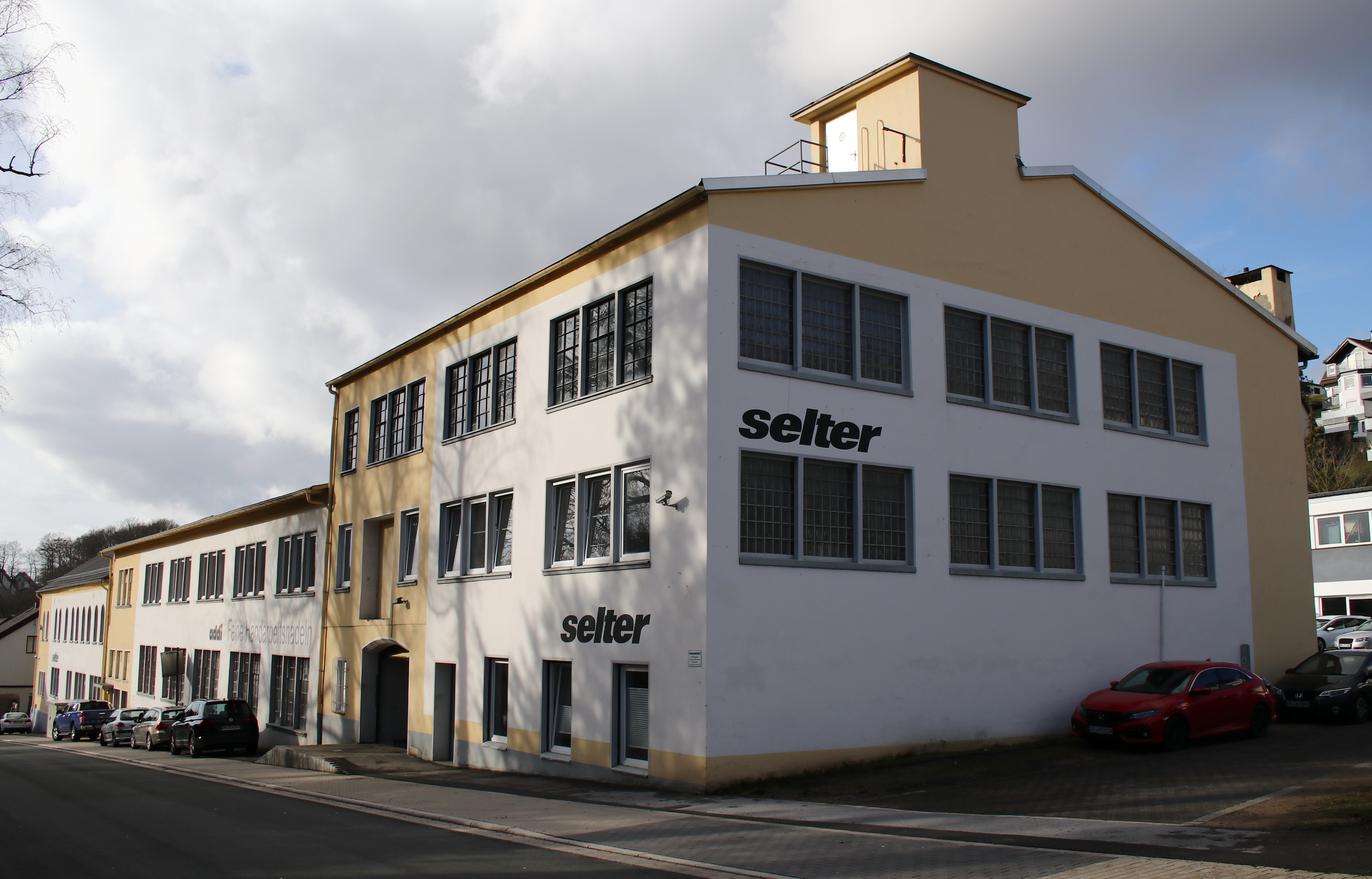
Betriebsstätte Hauptstraße 13–15

Ende der 1970er-Jahre gab es einen Aufschwung, da Stricken wieder populär wurde. Thomas Selter verlegte den Sitz des Unternehmens nach Altena-Dahle. Im Jahre 1981 meldete das Unternehmen eine „Handarbeitsnadel zum Stricken und Webstricken, Häkeln und Webhäkeln“ zum Patent an. Diesem Antrag wurde 1985 entsprochen. Mitte der 1980er-Jahre brach der Verkauf von Strick- und Häkelnadeln erneut ein. Der Umsatz fiel um 50 Prozent. Selter stieg Ende der 1980er-Jahre aufgrund der wirtschaftlichen Lage aus der tarifvertraglichen Bindung aus.
Am 4. März 1994 wurde in das Handelsregister des Amtsgerichts Altena die Selter Verwaltungs-GmbH mit einem Stammkapital von 50.000 DM eingetragen.
Bis in die 1990er-Jahre überlebte das Unternehmen durch Personalabbau und den Verkauf der selbst hergestellten technischen Werbemittel. Dann kam es wieder zu einem Aufschwung auf dem Markt für Selbstgestricktes. In den USA entstand die Bewegung „Warming up America“, es wurde ehrenamtlich für Obdachlose gestrickt. Dies belebte auch in Deutschland den Markt durch Projekte wie „Ehrenamtlich für Bedürftige stricken“ oder auch „Frühchenstricken“. In den folgenden Jahren wurde das Personal wieder aufgestockt.
Mitte 2019 stellte das Unternehmen die Herstellung technischer Werbemittel ein, da es im Betrieb aufgrund der hohen Fertigungszahlen für Strick- und Häkelnadeln hierfür keine freien Kapazitäten mehr gab. Die Beschäftigtenzahl betrug zu der Zeit rund 150 Mitarbeiter an zwei Standorten im Altenaer Ortsteil Dahle.